# Siquijor
Siquijor è una municipalità di quarta classe delle Filippine, capoluogo della Provincia omonima, nella regione di Visayas Centrale.
Siquijor è formata da 42 baranggay:
- Banban
- Bolos
- Caipilan
- Caitican
- Calalinan
- Canal
- Candanay Norte
- Candanay Sur
- Cang-adieng
- Cang-agong
- Cang-alwang
- Cang-asa
- Cang-atuyom
- Cang-inte

- Cang-isad
- Canghunoghunog
- Cangmatnog
- Cangmohao
- Cantabon
- Caticugan
- Dumanhog
- Ibabao
- Lambojon
- Luyang
- Luzong
- Olo
- Pangi
- Panlautan

- Pasihagon
- Pili
- Poblacion
- Polangyuta
- Ponong
- Sabang
- San Antonio
- Songculan
- Tacdog
- Tacloban
- Tambisan
- Tebjong
- Tinago
- Tongo